# Holde Corona
Holde Corona is een corona op de planeet Venus. Holde Corona werd in 1994 genoemd naar Holde, vruchtbaarheidsgodin in de Germaanse mythologie.
De corona heeft een diameter van 200 kilometer en bevindt zich in het quadrangle Atalanta Planitia (V-4).